# Neomochtherus nairicus
Neomochtherus nairicus är en tvåvingeart som beskrevs av Richter 1962. Neomochtherus nairicus ingår i släktet Neomochtherus och familjen rovflugor. Inga underarter finns listade i Catalogue of Life.